# Francis-Pierre Coché
Francis-Pierre Coché, né le 5 août 1924 à Libourne et mort le 4 mai 2010, est un entraîneur français de football féminin.

## Biographie
Francis-Pierre Coché est le sélectionneur de l'équipe de France féminine de football de 1978 à 1987. Il compte 35 matchs à la tête des Bleues, avec 13 victoires, 7 matchs nuls et 15 défaites et dirige notamment l'équipe lors du Championnat d'Europe féminin de football 1979 non organisé par l'UEFA, à l'issue duquel les Françaises sont éliminées dès la phase de groupes.
En 2022, des allégations de harcèlement sexuel lors de son mandat de sélectionneur de l'équipe de France sont rapportées par Romain Molina.